# Jean-Jacques Lagrenée
Pour les articles homonymes, voir La Grené.
Jean-Jacques Lagrenée, dit Lagrenée le jeune, né le 18 septembre 1739 à Paris, où il est mort le 13 février 1821, est un peintre, dessinateur et graveur français.

## Biographie
Élève de son frère aîné Louis-Jean-François Lagrenée, Jean-Jacques Lagrenée séjourne avec lui en Russie de 1760 à 1762, puis à l’Académie de France à Rome de 1765 à 1769. Il s'intéresse de près aux fouilles d'Herculanum et de Pompéi et fait sur place de nombreux relevés. De retour en France, il se tourne vers la peinture d'histoire. 
Agréé par l’Académie royale en 1769, il expose régulièrement au Salon de 1771 et 1804. Le 30 juin 1775, il est reçu à l’Académie avec le Plafond de l’Hiver de la galerie d'Apollon du palais du Louvre à Paris. En 1776, il est nommé adjoint à professeur et, le 28 juillet 1781, professeur en titre, en remplacement de Jean-Baptiste d'Huez, il est confirmé à ce poste le 10 mars 1795. Il a pour successeur Charles Meynier. En 1784, il publie un recueil de planches gravées d'après l'antique, fournissant tout un répertoire de motifs, frises et ornements divers, issus de ses relevés faits dans la région de Naples.
En 1785, le comte d'Angiviller, qui veut promouvoir le retour à l'antique, le nomme co-directeur artistique de la Manufacture de Sèvres. Avec son collègue Boizot, il est l'auteur du service étrusque pour la laiterie de Rambouillet, dont le fameux « bol-sein ».
Il est inhumé à Paris au cimetière du Père-Lachaise (49e division).

## Collections publiques
Canada
- Québec, Musée national des beaux-arts du Québec :
  - L'Incrédulité de saint Thomas, 1770, huile sur toile[5] ;
  - La Mise au tombeau, 1770, huile sur toile[6].

France
- Auxerre, Cathédrale Saint-Étienne :  Le baptême du Christ , Saint Michel terrassant le dragon, huile sur toile.
- Caen, musée des Beaux-Arts : David insultant Goliath après l’avoir vaincu, huile sur toile.
- Challans, église Notre-Dame-de-l'Assomption : L'Assomption de la Bienheureuse Vierge Marie, 1807, huile sur toile.
- Dijon, musée Magnin : Moïse sauvé des eaux, huile sur toile.
- Fontainebleau, musée national du château de Fontainebleau :
  - Cinq amours au milieu des nuages, huile sur toile ;
  - Les Noces de Cana, huile sur toile ;
  - Le Baptême de Jésus-Christ par saint Jean, huile sur toile.
- La Rochelle, église Saint-Sauveur : Le Cardinal de Bérulle présentant la règle de l'Oratoire au Christ en croix, 1784, huile sur toile.
- Lisieux, cathédrale Saint-Pierre de Lisieux, chapelle Saint-Paul : Saint-Paul devant l'Aréopage, 1770, huile sur toile.
- Narbonne, musée des Beaux-Arts : Ulysse dans le palais d'Alcinoüs, huile sur toile[7].
- Paris :
  - musée du Louvre :
    - Allégorie relative à l'établissement du Muséum dans la grande galerie du Louvre, 1783, huile sur toile[8] ;
    - L’Hiver ou Éole déchaînant les vents qui couvrent les montagnes de neige, 1775, huile sur toile, galerie d'Apollon[9] ;
    - La Fête de Bacchus ou l'Automne, huile sur toile ;

  - église Notre-Dame-de-la-Croix de Ménilmontant, transept gauche : La Mort de Joseph, huile sur toile.
- Rennes, musée des Beaux-Arts :
  - La Fuite en Égypte, dessin préparatoire ;
  - La Chute des idoles et le repos pendant la fuite en Égypte, huile sur toile.
- Versailles, musée national des châteaux de Versailles et de Trianon : La Présentation au Temple, huile sur toile.

## Salons
- Martyre de saint Étienne[10].

Œuvres de Jean Jacques Lagrenée
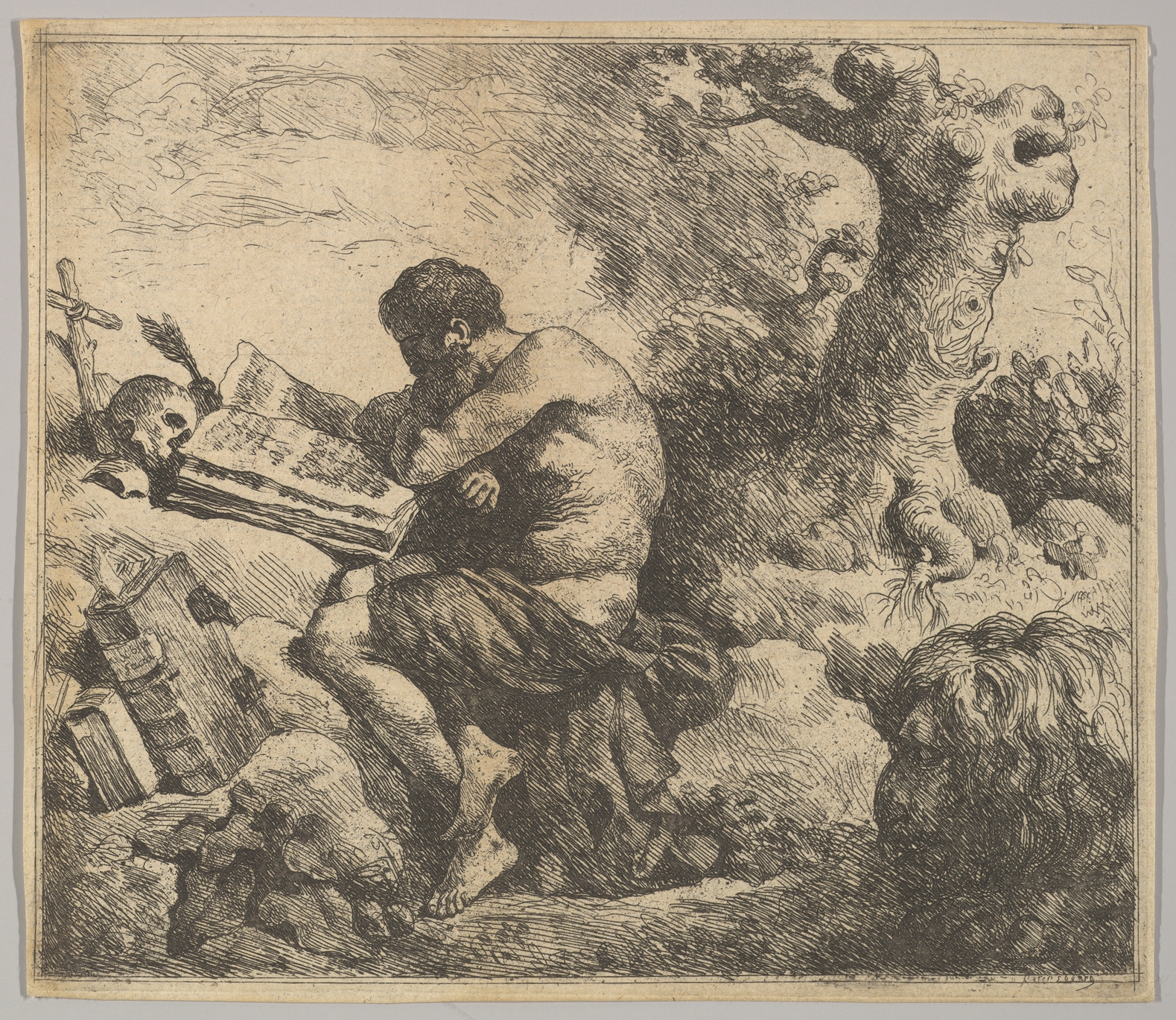
Saint Jérôme dans un paysage (1762-1763), eau-forte, New York, Metropolitan Museum of Art.
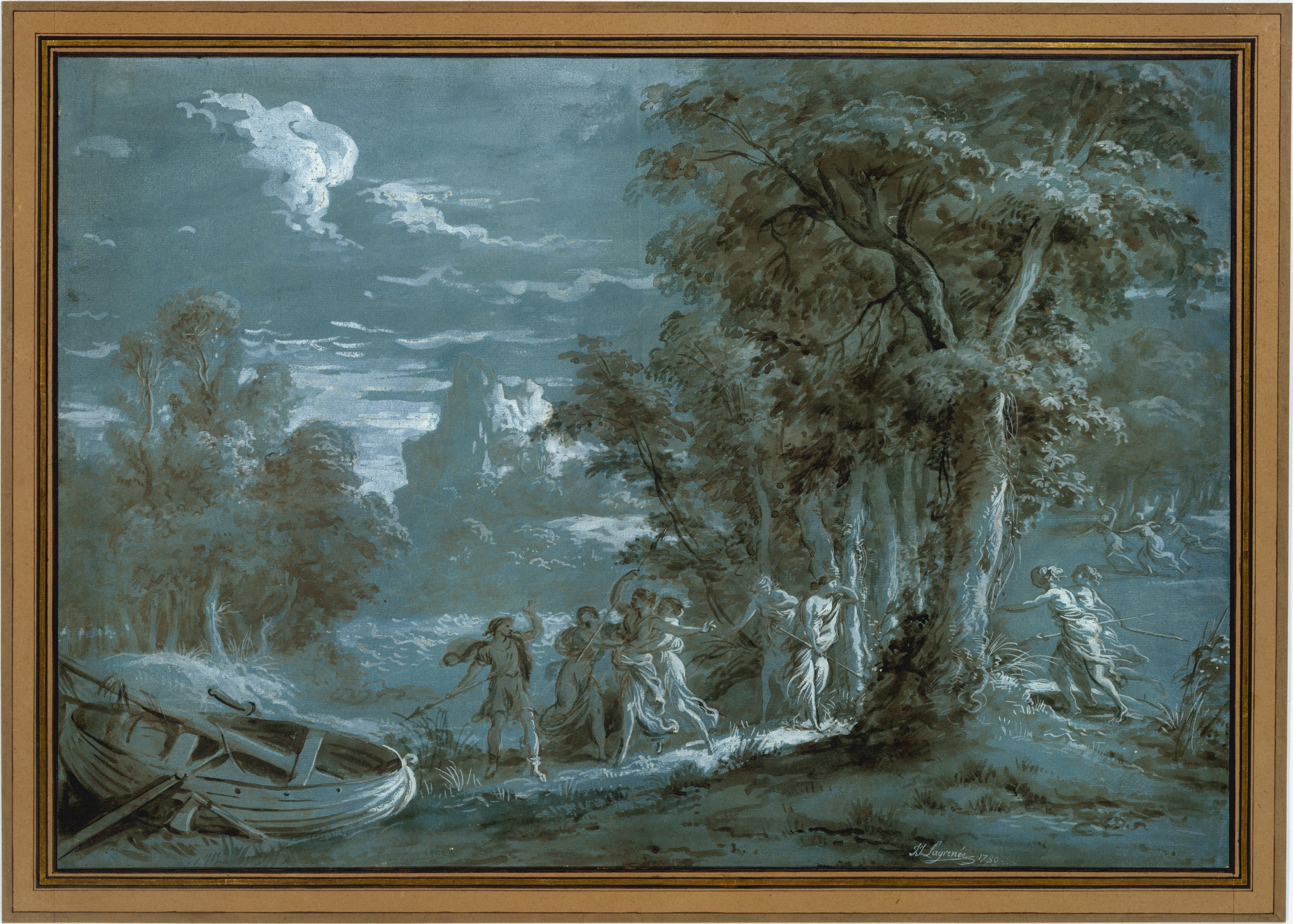
Paysage avec une scène de “Télémaque” de Fénelon (1780), dessin, New York, Metropolitan Museum of Art.
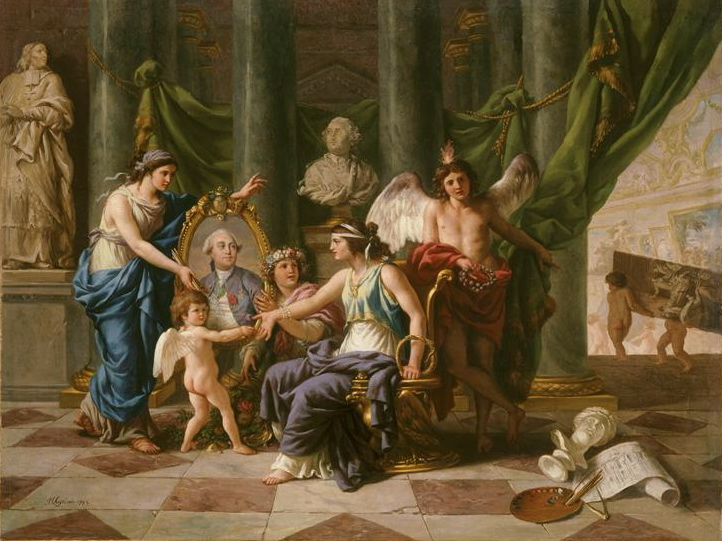
Allégorie relative à l'établissement du Muséum dans la grande galerie du Louvre (1783), Paris, musée du Louvre.
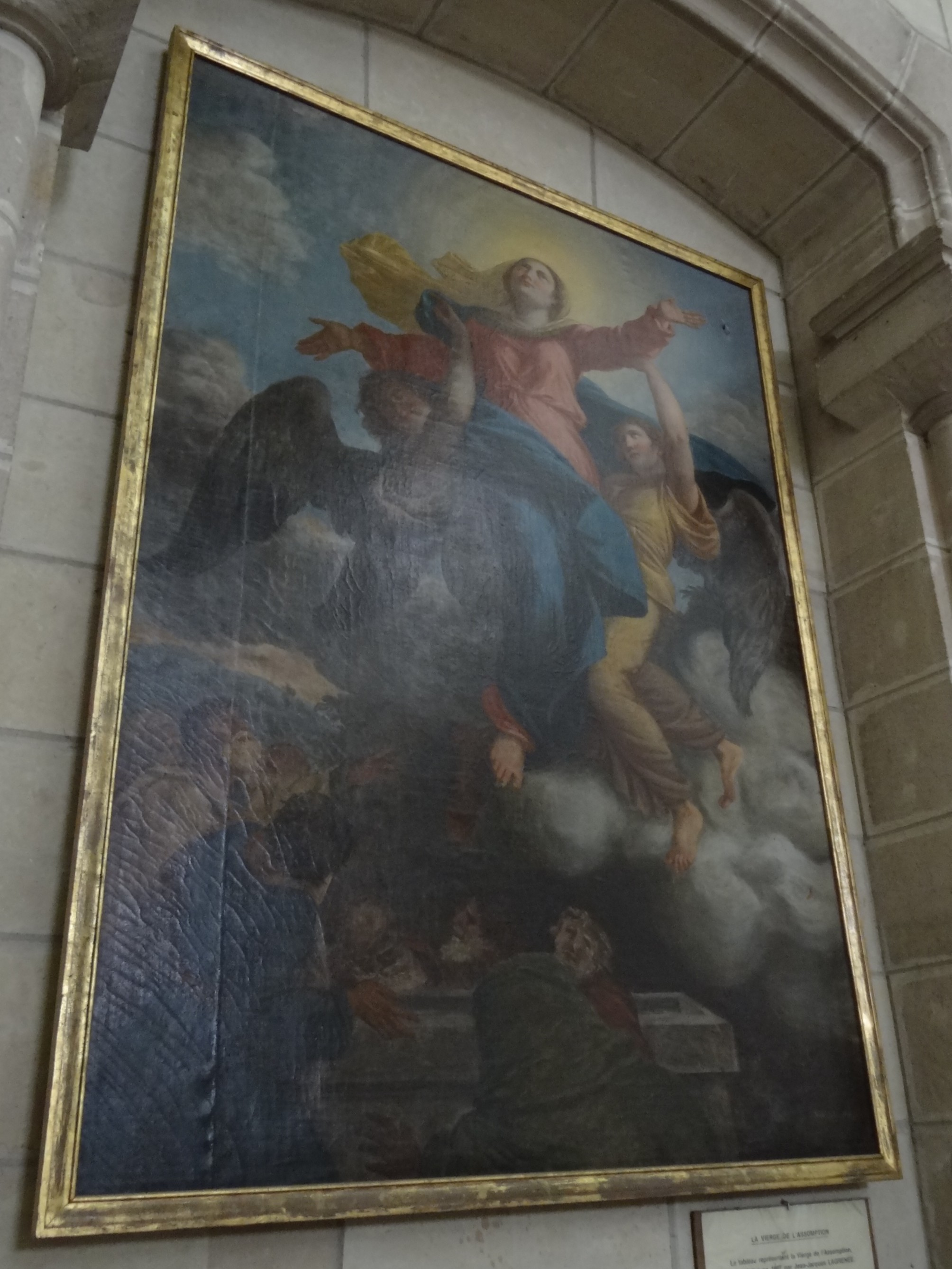
L'Assomption de la Bienheureuse Vierge Marie (1807), Challans, église Notre-Dame-de-l'Assomption.
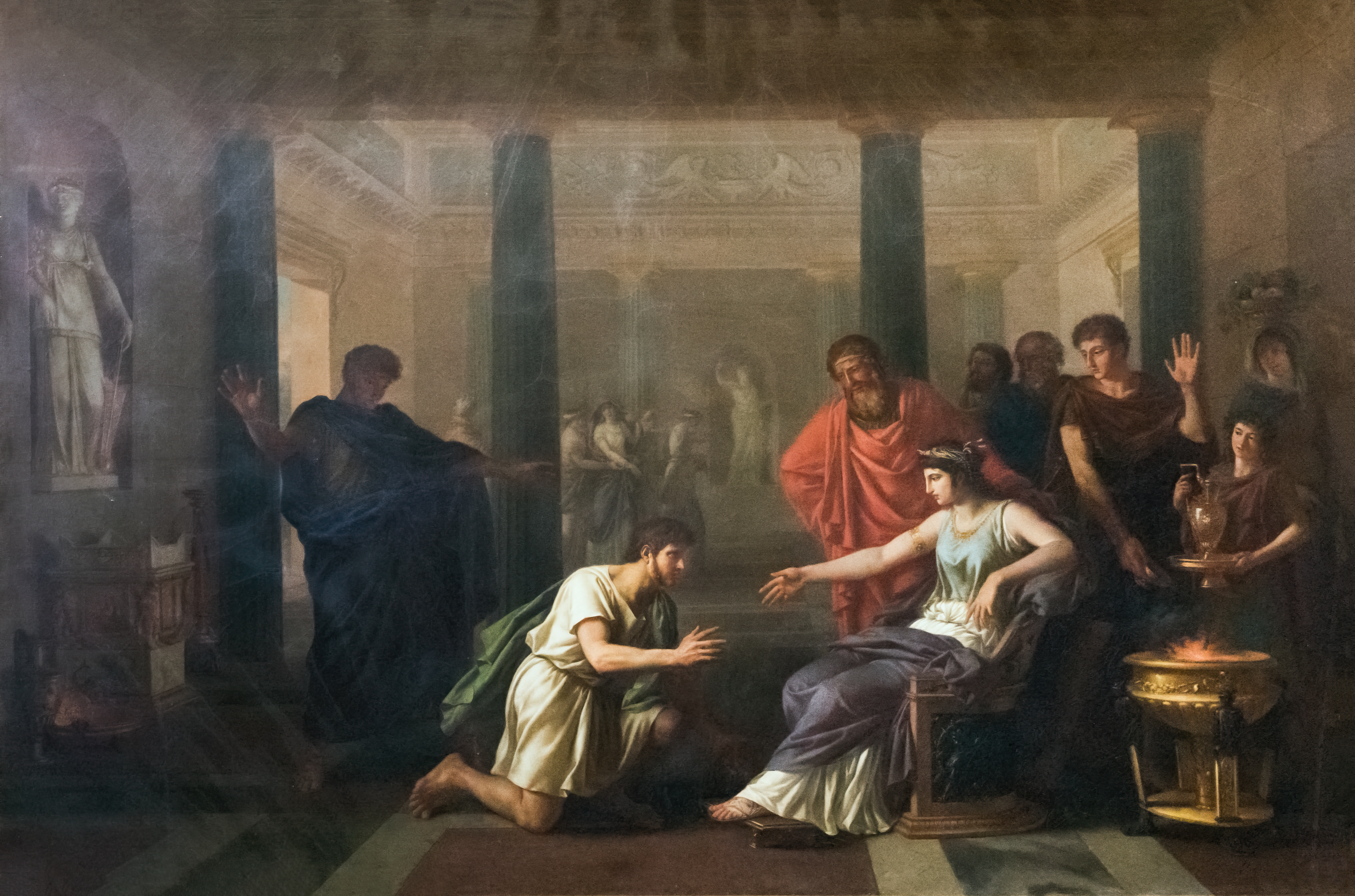
Ulysse dans le palais d'Alcinoüs, musée des Beaux-Arts de Narbonne.
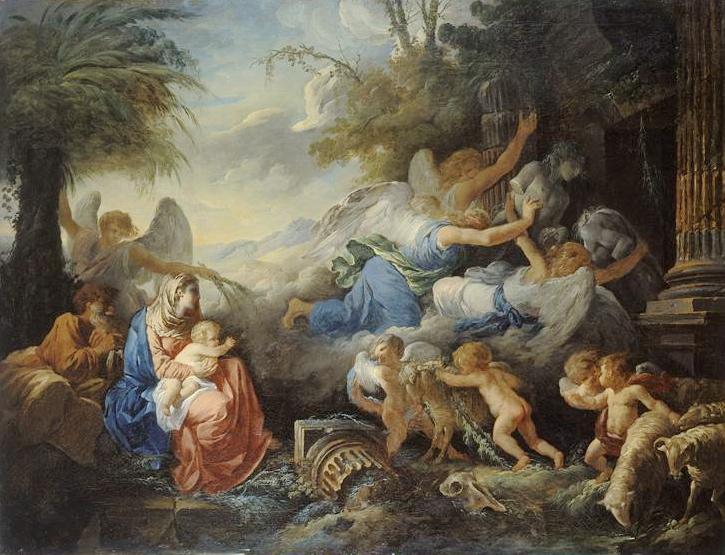
La Chute des idoles et le repos pendant la fuite en Égypte, musée des Beaux-Arts de Rennes.